# Papilio buddha
Espèce
Papilio buddha ou Paon à bandes de Malabar est une espèce de lépidoptères (papillons) de la famille des Papilionidae. Elle vit dans la chaîne des Ghats occidentaux, en Inde. Sa plante hôte est Zanthoxylum rhetsa.

## Description

### Imago
L'imago mesure entre 10 et 15 cm d'envergure. À l'avers les ailes antérieures sont noires, couvertes d'écailles vertes irisées dans la partie basale et traversée par une large bande dans la partie médiane, dont la couleur apparaît bleu-vert ou bleu-violet selon l'angle de vue. Les ailes postérieures sont prolongées par des queues. Elles sont noires, couvertes saupoudrées d'écailles vertes irisées dans la partie basales et traversées par une large bande de même couleur que celle des ailes antérieures. Elles portent des lunules vertes irisées dans la partie marginales et des lunules rouge orangée dans l'angle anal. 
Au revers les ailes sont marron, saupoudrées d'écailles jaune-vert. Les ailes antérieures portent une large bande crème, les ailes postérieures présentent une zone marginale crème avec une série de lunules blanches, orangées et noires.

Le corps est noir et couvert d'écailles vertes irisées dans la parte supérieure.

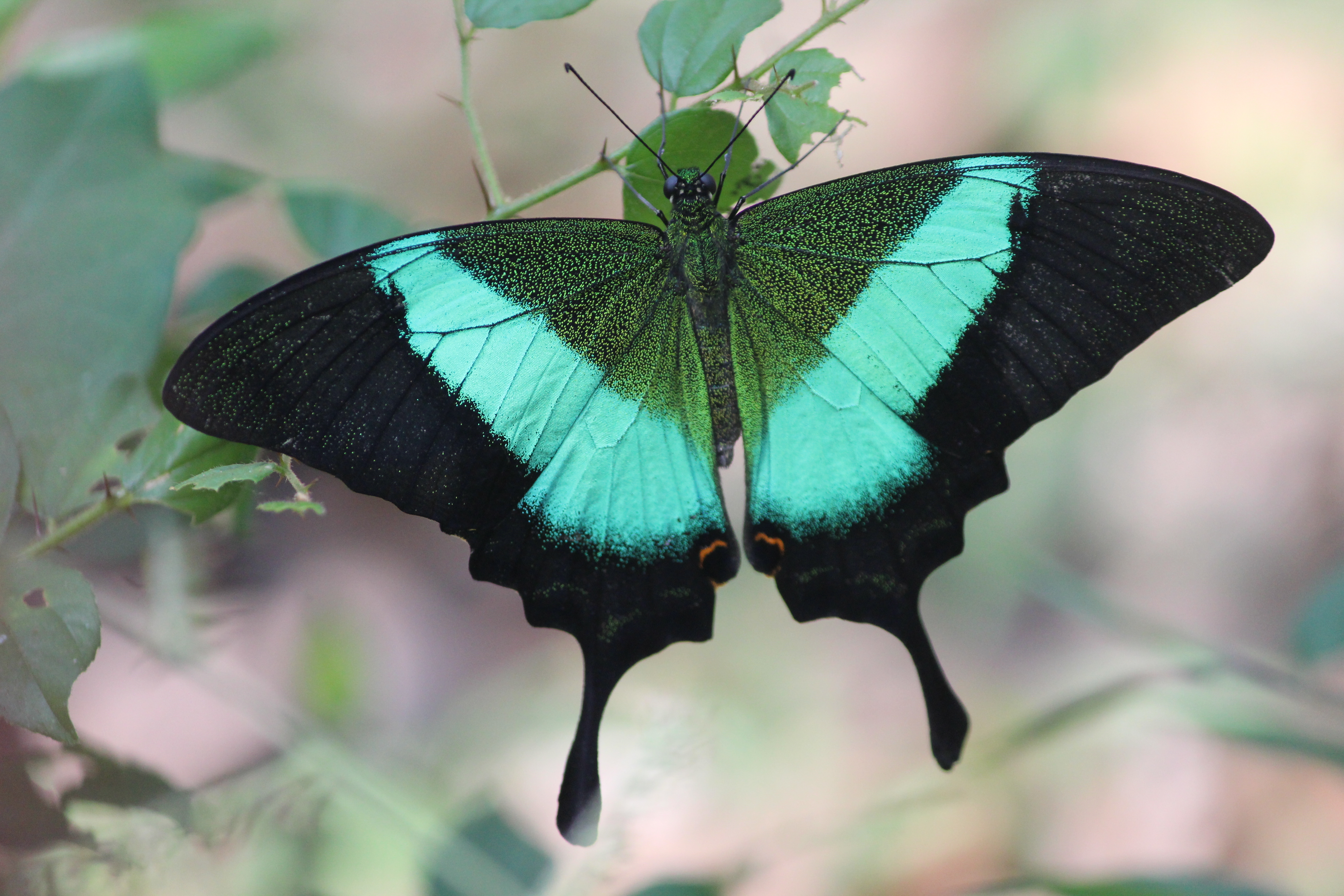
Imago
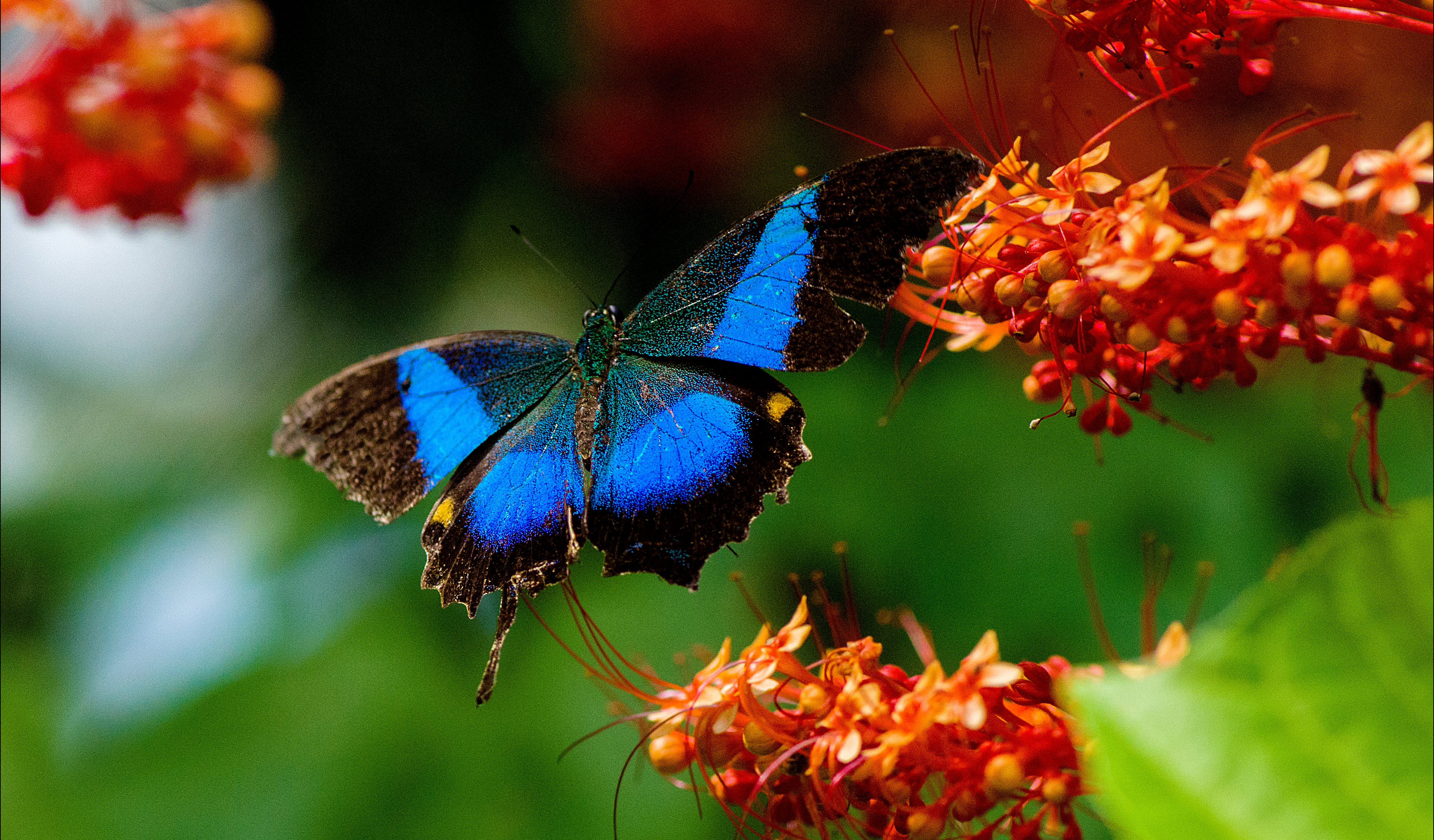
Imago, changement de couleur des ailes en fonction de la lumière
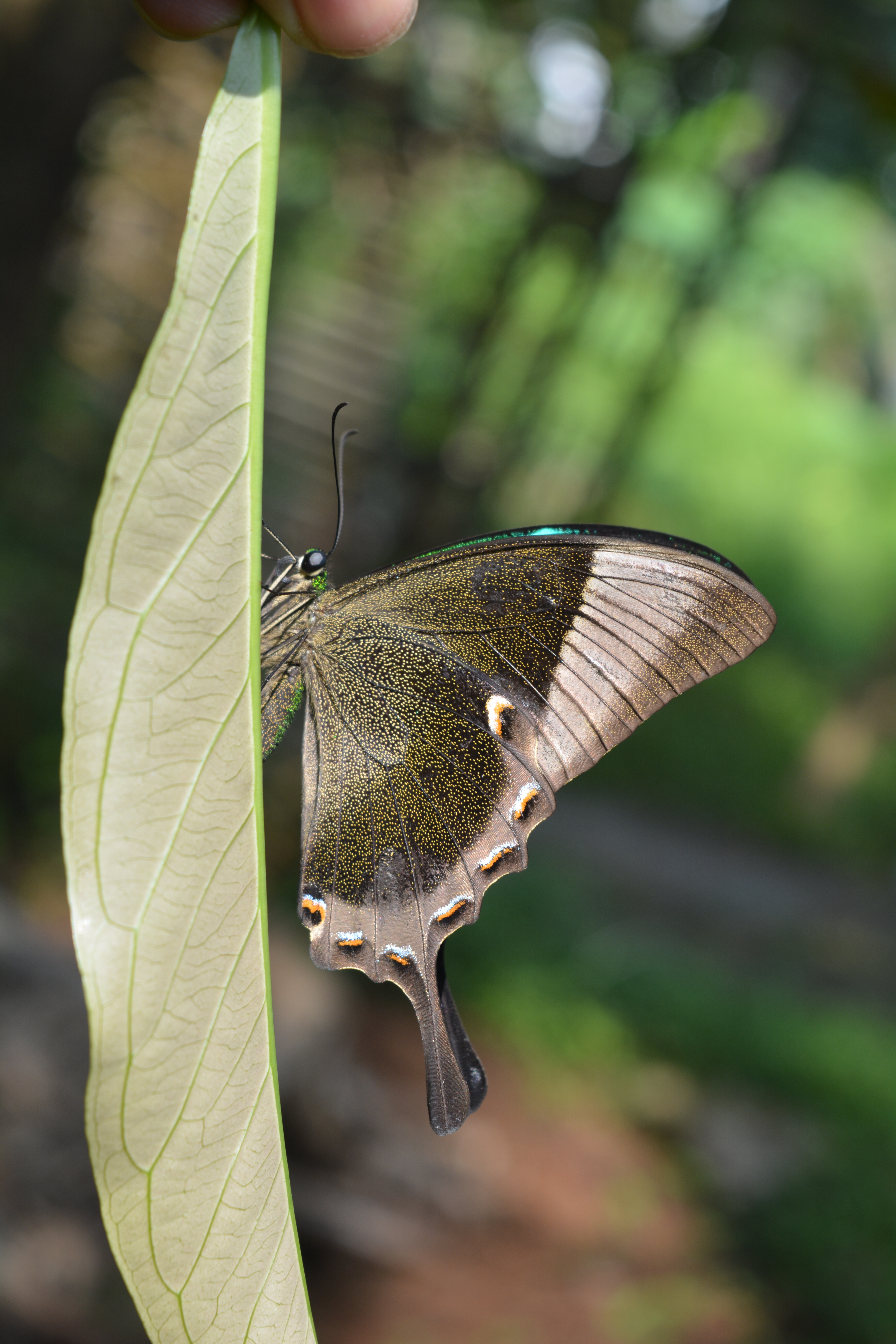
Imago, ailes repliées

### Juvéniles
Les œufs sont sphériques, lisses et pondus isolément sur la plante-hôte. Les chenilles sont vertes et portent une paire de cornes jaunâtre et barbelées sur la tête et une autre paire à l'arrière du corps. elles portent aussi deux ou trois paires d'épines plus ou moins marquées sur les flancs. La chrysalide ressemble à une feuille : elle est verte, très arquée, et porte une mince ligne jaunâtre sur les flancs, le dos et le ventre, ainsi qu'une paire de points noirs sur le dos.

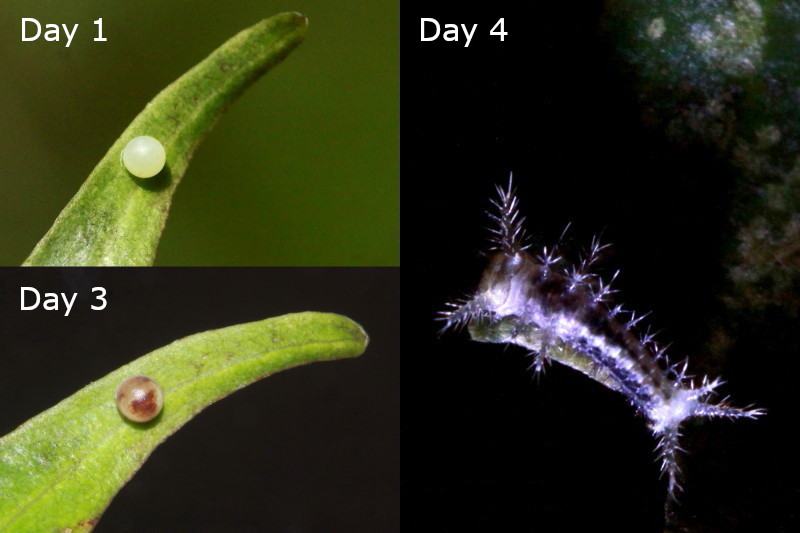
Œufs
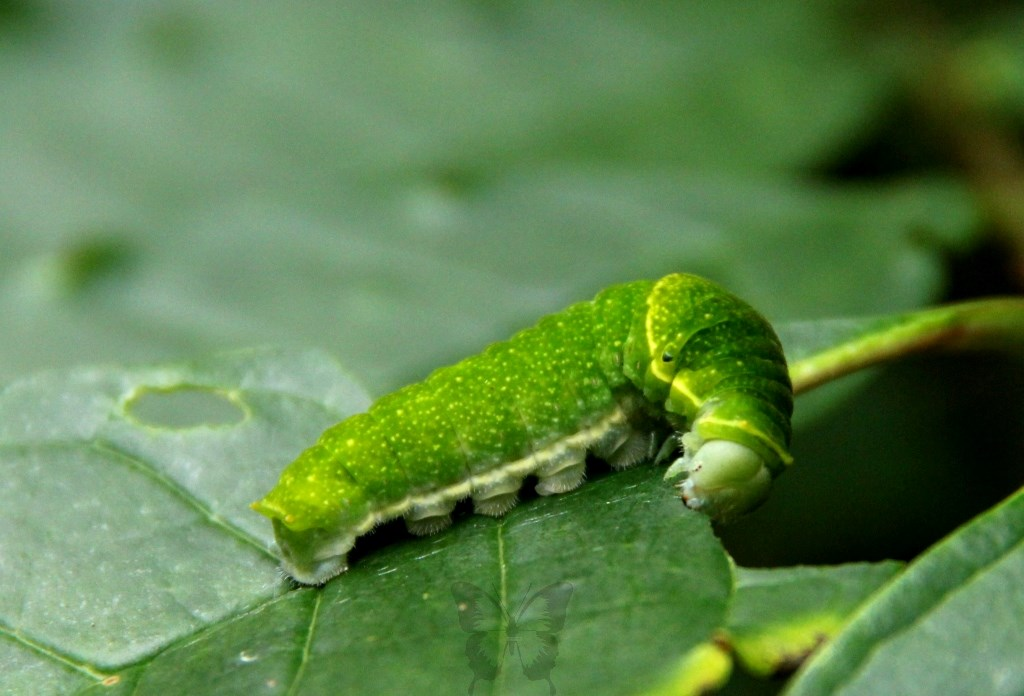
Chenille
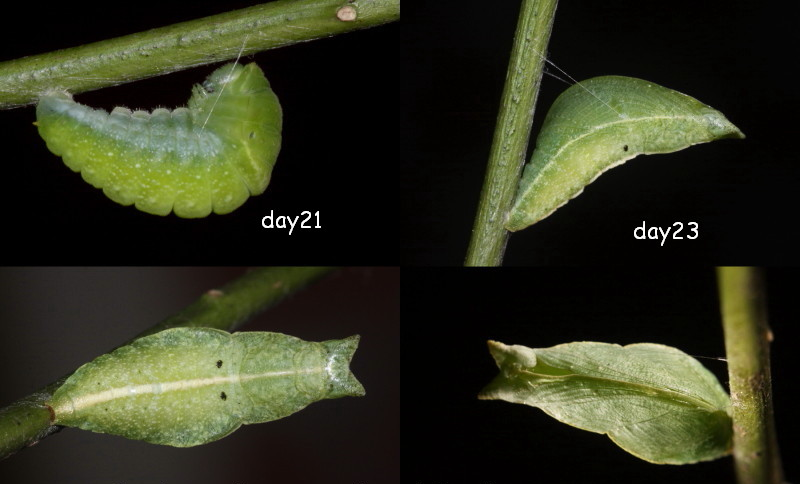
Nymphose et chrysalide

## Écologie
La femelle pond ses œufs sur Zanthoxylum rhetsa. Les chenilles se nourrissent des feuilles de la plante-hôte et passent par cinq stades. Elles possèdent différents moyens d'échapper aux prédateurs : comme tous les Papilionides les chenilles portent derrière la tête un osmeterium orange, organe fourchu qui émet une substance malodorante, et leur couleur verte leur permet de se fondre dans leur environnement. Arrivée à maturité la chenille se change en chrysalide sur une branche. La chrysalide est maintenue à la verticale par une ceinture de soie.

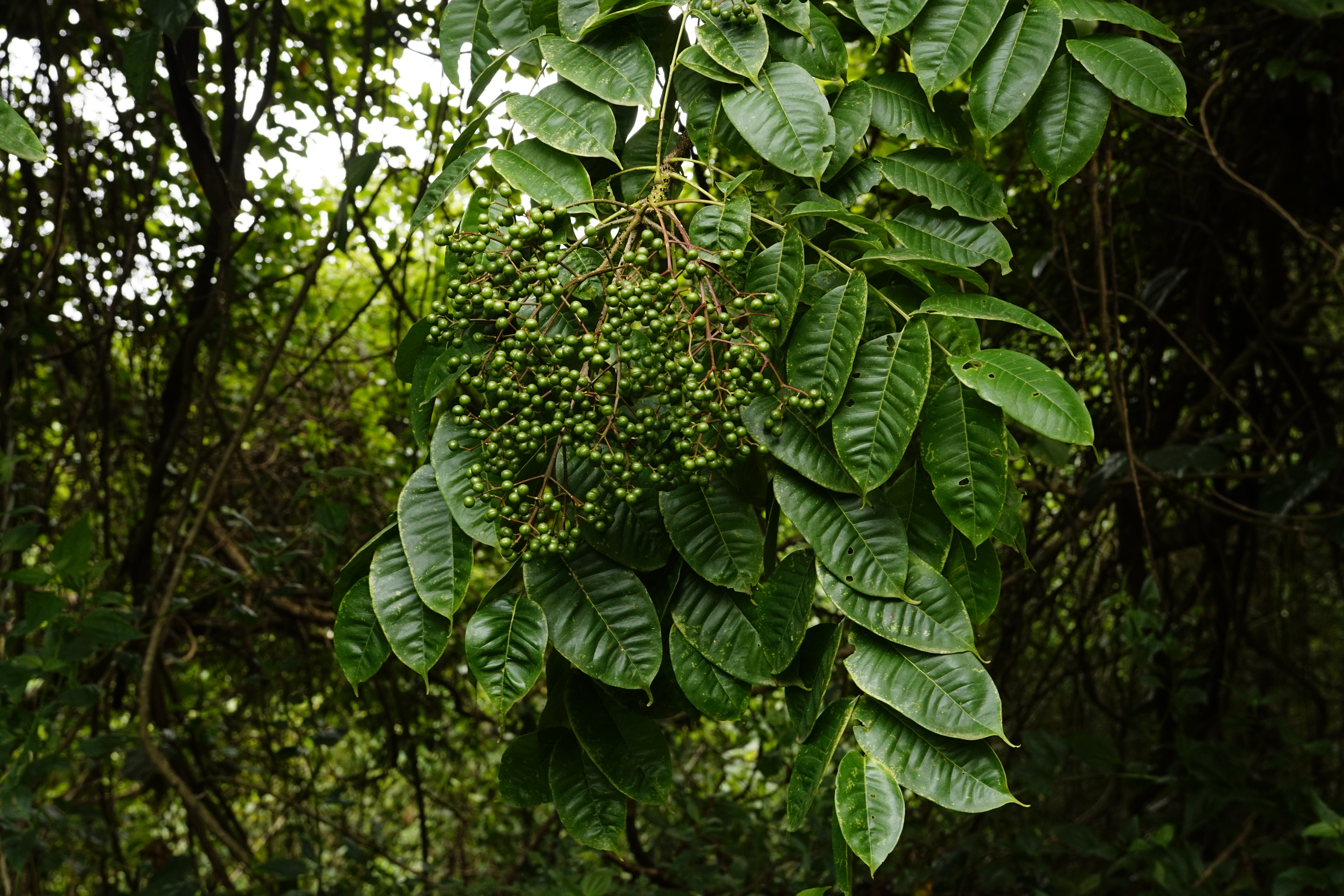
Zanthoxylum rhetsa (feuilles et fruits)
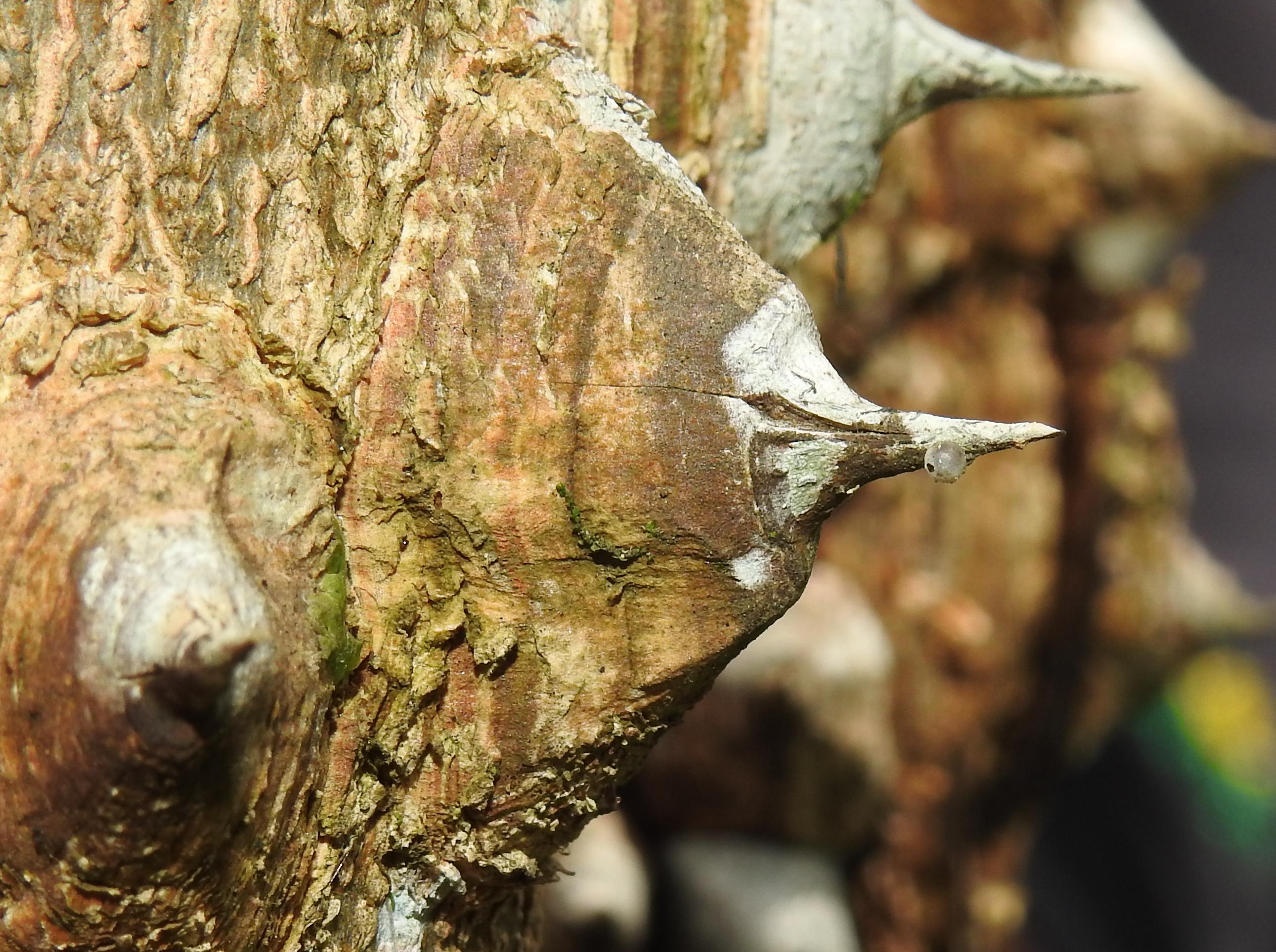
Œuf sur la plante hôte

## Habitat et répartition
Papilio buddha vit dans les forêts tropicales humides. L'espèce est endémique de la chaîne des Ghats occidentaux, sur la côte sud-ouest de l'Inde.

## Systématique
L'espèce a été décrite pour la première fois par John Obadiah Westwood en 1872 dans le périodique Transactions of the Entomological Society of London.

## Papilio buddhaet l'Homme

### Nom vernaculaire
L'espèce est appelée "Malabar banded Peacock" en anglais.

### Menaces et conservation
L'espèce n'est pas évaluée par l'UICN. En 1985 elle était considérée comme localement abondante et non-menacée. Elle est protégée par la loi en Inde.